# Gharīb Ḩājjī
Gharīb Ḩājjī (persiska: غريب حاجی, Gharīr Ḩājjī) är en ort i Iran.   Den ligger i provinsen Ardabil, i den nordvästra delen av landet, 500 km nordväst om huvudstaden Teheran. Gharīb Ḩājjī ligger 501 meter över havet och antalet invånare är 119.
Terrängen runt Gharīb Ḩājjī är huvudsakligen lite kuperad. Gharīb Ḩājjī ligger nere i en dal. Runt Gharīb Ḩājjī är det ganska tätbefolkat, med 58 invånare per kvadratkilometer. Närmaste större samhälle är Germī, 17,6 km sydost om Gharīb Ḩājjī. Trakten runt Gharīb Ḩājjī består till största delen av jordbruksmark.